# Аврам-Янку (комуна, Біхор)
Аврам-Янку (рум. Avram Iancu) — комуна у повіті Біхор в Румунії. До складу комуни входять такі села (дані про населення за 2002 рік):
- Аврам-Янку (1992 особи) — адміністративний центр комуни
- Ант (190 осіб)
- Темашда (1135 осіб)

Комуна розташована на відстані 433 км на північний захід від Бухареста, 53 км на південний захід від Ораді, 103 км на північ від Тімішоари.

## Населення
За даними перепису населення 2002 року у комуні проживали 3317 осіб.
Національний склад населення комуни:
| Національність   | Кількість осіб | Відсоток |
| ---------------- | -------------- | -------- |
| румуни           | 2477           | 74,7%    |
| цигани           | 519            | 15,6%    |
| угорці           | 319            | 9,6%     |
| німці            | 1              | < 0,1%   |
| росіяни-липовани | 1              | < 0,1%   |

Рідною мовою назвали:
| Мова      | Кількість осіб | Відсоток |
| --------- | -------------- | -------- |
| румунська | 2505           | 75,5%    |
| циганська | 498            | 15,0%    |
| угорська  | 313            | 9,4%     |
| російська | 1              | < 0,1%   |

Склад населення комуни за віросповіданням:
| Релігія        | Кількість осіб | Відсоток |
| -------------- | -------------- | -------- |
| православні    | 2366           | 71,3%    |
| п'ятдесятники  | 362            | 10,9%    |
| реформати      | 316            | 9,5%     |
| баптисти       | 222            | 6,7%     |
| римо-католики  | 21             | 0,6%     |
| адвентисти     | 17             | 0,5%     |
| греко-католики | 5              | 0,2%     |

## Зовнішні посилання
- Дані про комуну Аврам-Янку на сайті Ghidul Primăriilor [Архівовано 15 травня 2012 у Wayback Machine.]